# Генин, Яков Филиппович
Генин Яков Филиппович (январь 1892, Золотоноша, Полтавская губерния — 30 июля 1937) — советский военный деятель, политработник, дивизионный комиссар.

## Биография
Яков Генин родился в январе 1892 года в Золотоноше, Украина, в еврейской семье. Его отец работал казначеем ссудно-сберегательного товарищества.
В 1913 году закончил Пултусскую гимназию в Польше.
В январе 1914 году поступил на военную службу в русскую императорскую армию вольноопределяющимся.
Во время Первой Мировой войны сражался в составе 124-го Воронежского пехотного полка, учебную команду которого окончил. Получил тяжёлое ранение. С января 1915 года по май 1917 года — в госпиталях на лечении. С июня 1917 года — вольноопределяющийся 4-го запасного пехотного полка. Здесь в июне 1917 года вступил в РКПб и вступил в военную организацию большевиков. Избран членом Волчанского Совета рабочих и солдатских депутатов. В старой армии дослужился до младшего унтер-офицера.
В декабре 1917 года вернулся в Золотоношу и приступил к созданию организации солдат, вернувшихся с фронта, при помощи которой власть в городе перешла от меньшиевистско-эсеровского Совета к большевистскому Военно-революционному комитету, в котором Генин был членом и секретарём комитета.
С марта по май 1918 года, во время наступления гайдамаков и немецких войск, в Полтаве был назначен уполномоченным по формированию частей Красной армии.
После оккупации Украины переехал в Москву и поступил на юрфак Московского университета, где избран председателем ячейки РКПб. В то же время работал в Народном комиссариате продовольствия заведующим учётом хлебофуражного управления, ответственным секретарём исполкома профсоюза сотрудников наркомата.
С октября 1919 года в — в РККА; в ходе Гражданской войны сражался в составе 45-й стрелковой дивизии на Западном, Южном и Юго-Западном фронтах.
С октября 1919 года по декабрь 1920 года — военком 133-й бригады 45-й стрелковой дивизии.
С января 1921 года по июль 1924 года — военком управления артиллерии 45-й Волынской стрелковой дивизии.
С июля 1924 года — помощник военкома 2-й Киевской военной школы связи.
С августа 1925 года — военком Одесской артиллерийской школы.
С ноября 1928 года — военком 2-й Ленинградской артиллерийской школы.
С июня 1932 года — помощник начальника Артиллерийской академии Красной армии по политчасти.
28 ноября 1935 года — дивизионный комиссар[2].
В апреле 1937 года зачислен в распоряжение наркома обороны СССР.
11 июня 1937 года арестован.
30 июля 1937 года погиб в тюрьме, выпрыгнул с третьего этажа во время допроса, от полученных травм умер в следственной тюрьме. Дело № 167704 прекращено в связи со смертью обвиняемого.
2 августа 1957 года посмертно реабилитирован.